# Чалтир
Чалтир (вірм. Չալթր, Čʿaltʿr) — село у Ростовській області Росії, адміністративний центр М'ясниковского району та Чалтирського сільського поселення. За оцінкою 2022 року — понад 17 тисяч мешканців.
Розташоване за 11 км на захід від обласного центру — міста Ростова-на-Дону. На півночі межує з селом Крим. За 4 км від села розташована залізнична станція Хапри.

## Історія
Поселення засноване 1779 року вірменами, вигнаними Катериною ІІ з Криму.
Станом на 1886 рік у вірменському поселенні, на той час центрі Чалтирської волості, мешкало 3206 осіб, налічувалось 509 обійсть, існувала вірменська церква, школа, залізнична станція, 7 лавок, постоялий двір.

## Інфраструктура
- Харчова промисловість: молочний, комбікормовий, олійний заводи, птахофабрика, млин.
- Виробництво будматеріалів: цегельний і асфальтовий заводи.
- Електромеханічний завод.